# Bob Hite
Bob "The Bear" Hite (26 de fevereiro de 1945 - 5 de abril de 1981) foi o vocalista líder da banda de blues-rock Canned Heat de 1965 a 1981.
Quando jovem, ele conseguiu um emprego em uma loja de discos e começou a acumular uma grande coleção de velhas gravações de blues, que foi a sua inspiração para se tornar um músico.
Ele foi apresentado à Alan Wilson por Henry Vestine e foram eles dois que ajudaram a convencer o lendário pianista de blues, Sunnyland Slim, a voltar ao estúdio para gravar. Em 1965, com apenas 22 anos, ele formou uma banda com Wilson. Henry Vestine se juntou a eles mais tarde e esse trio formaram a banda Canned Heat. O trio era, eventualmente, ajudado por Larry Taylor (baixista) e Frank Cook (bateria).
Foi ele quem produzi o álbum Hooker 'N' Heat (1971) de John Lee Hooker/Canned Heat. Bob Hite faleceu de ataque cardíaco no ano de 1981.
Bob era conhecido por ser bastante gentil com seus fãs; ao ser reconhecido em uma drogaria em Tarzana, na Califórnia, em 1973, ele alegremente deu o seu autógrafo sem ostentação. O fã surpreso gritou: "Bob Hite!" e ele retrucou com um sorriso, "Isso mesmo!" Ele então saltou e cumprimentou o fã amigavelmente.
Canned Heat apareceu no episódio de novembro de 1969 de Playboy After Dark. Bob Hite foi convidado a falar com Hugh Hefner após a apresentação, junto com outros convidados, tais como Sonny e Cher, Vic Damone, Dick Shawn e Larry Storch. Na presença de Lindsay Wagner, durante um jogo, quando Hefner perguntou a ela que animal Hite gostaria de ser se fosse um animal, Wagner afirmou um urso. Hite afirmou a ela que a resposta estava certa, e que as pessoas o chamam de "o urso".